# Aquasco
Aquasco es un lugar designado por el censo ubicado en el condado de Prince George en el estado estadounidense de Maryland. En el Censo de 2010 tenía una población de 981 habitantes y una densidad poblacional de 17,12 personas por km².

## Geografía
Aquasco se encuentra ubicado en las coordenadas 38°35′22″N 76°41′26″O / 38.58944, -76.69056. Según la Oficina del Censo de los Estados Unidos, Aquasco tiene una superficie total de 57.3 km², de la cual 51.26 km² corresponden a tierra firme y (10.55%) 6.04 km² es agua.

## Demografía
Según el censo de 2010, había 981 personas residiendo en Aquasco. La densidad de población era de 17,12 hab./km². De los 981 habitantes, Aquasco estaba compuesto por el 54.54% blancos, el 43.02% eran afroamericanos, el 0.61% eran amerindios, el 0.2% eran asiáticos, el 0% eran isleños del Pacífico, el 0.41% eran de otras razas y el 1.22% pertenecían a dos o más razas. Del total de la población el 1.53% eran hispanos o latinos de cualquier raza.